# Navarretia involucrata
Navarretia involucrata är en blågullsväxtart som beskrevs av Hipólito Ruiz López och Pav. Navarretia involucrata ingår i släktet navarretior, och familjen blågullsväxter. Inga underarter finns listade i Catalogue of Life.